# Hačapuri
Hačapuri (gruzinsko ხაჭაპური  iz ხაჭო hačo "skuta" + პური puri "kruh") je značilna gruzijska jed iz kvašenega testa, nadevanega z mlečnimi izdelki. Pokrajinska pestrost je velika: menda obstaja več kot 40 različic hačapurija, od oblike kruha do nadeva (sir, svež ali zorjen, najpogosteje suluguni; jajce in druge sestavine).
Zaradi pogostosti v prehrani je cena hačapurija vključena tudi v izračun inflacije: hačapurijski kazalec je razvila Mednarodna šola za ekonomijo Državne univerze v Tbilisiju.